# The Platonic Blow
The Platonic Blow, by Miss Oral è una poesia erotica di W. H. Auden. La poesia è anche nota come A Day for a Lay o The Gobble Poem. Scritta nel 1948, la poesia descrive in maniera esplicita un incontro omosessuale che coinvolge un atto di fellatio.

## Poesia
La poesia sincopata comprende 34 stanze di quattro versi, con uno schema in rima ABAB. Auden non si limita alle rime, ma include anche mezze rime interne ed esterne.

## Storia
Auden ha raccontato di aver scritto una poesia "puramente pornografica" in una lettera a Chester Kallman nel dicembre 1948, come aggiunta al suo "Auden Corpus". Auden suggerì scherzosamente a Kallman di scrivere una poesia simile sul sesso anale da pubblicare insieme, includendo illustrazioni di Paul Cadmus. Auden ha anche scritto la poesia per mostrare la sua vera natura al professor Norman Holmes Pearson, con il quale stava collaborando a un'antologia di poesie.
Alcune copie furono distribuite agli amici di Auden, ma la poesia rimase inedita fino al 1965, quando Ed Sanders ottenne una copia da un dipendente della Morgan Library e la pubblicò, senza il permesso di Auden, nella sua rivista di controcultura di New York Fuck You / A Magazine of the Arts (Vol 5 n. 8) nel marzo 1965, con una copertina realizzata da Andy Warhol. La poesia è stata inclusa senza un titolo e viene descritta come una poesia recuperata dai quaderni di Auden.
Inizialmente Auden ha ammesso di aver scritto il testo solo agli amici, ma nel 1968 confermò di esserne l'autore al Daily Telegraph Magazine. Fu pubblicato dalla rivista europea Suck nell'ottobre 1969, sempre senza l'autorizzazione del poeta, con il titolo The Gobble Poem, e poi dalla rivista Avante Garde nel 1970, questa volta con il titolo A Day for a Lay. Nel 1970, Auden negò tuttavia di aver scritto la poesia.
Un'edizione diversa della poesia, seguita da uno scabroso haiku ("Il mio epitaffio"), è disponibile dal 1985 presso Orchises Press ad Alexandria, in Virginia.
Per la sua descrizione esplicita di un atto sessuale omosessuale, la poesia di Auden è stata paragonata alla lunga poesia degli anni '70 Ode di Mutsuo Takahashi.